# Seeking the Magic Mushroom

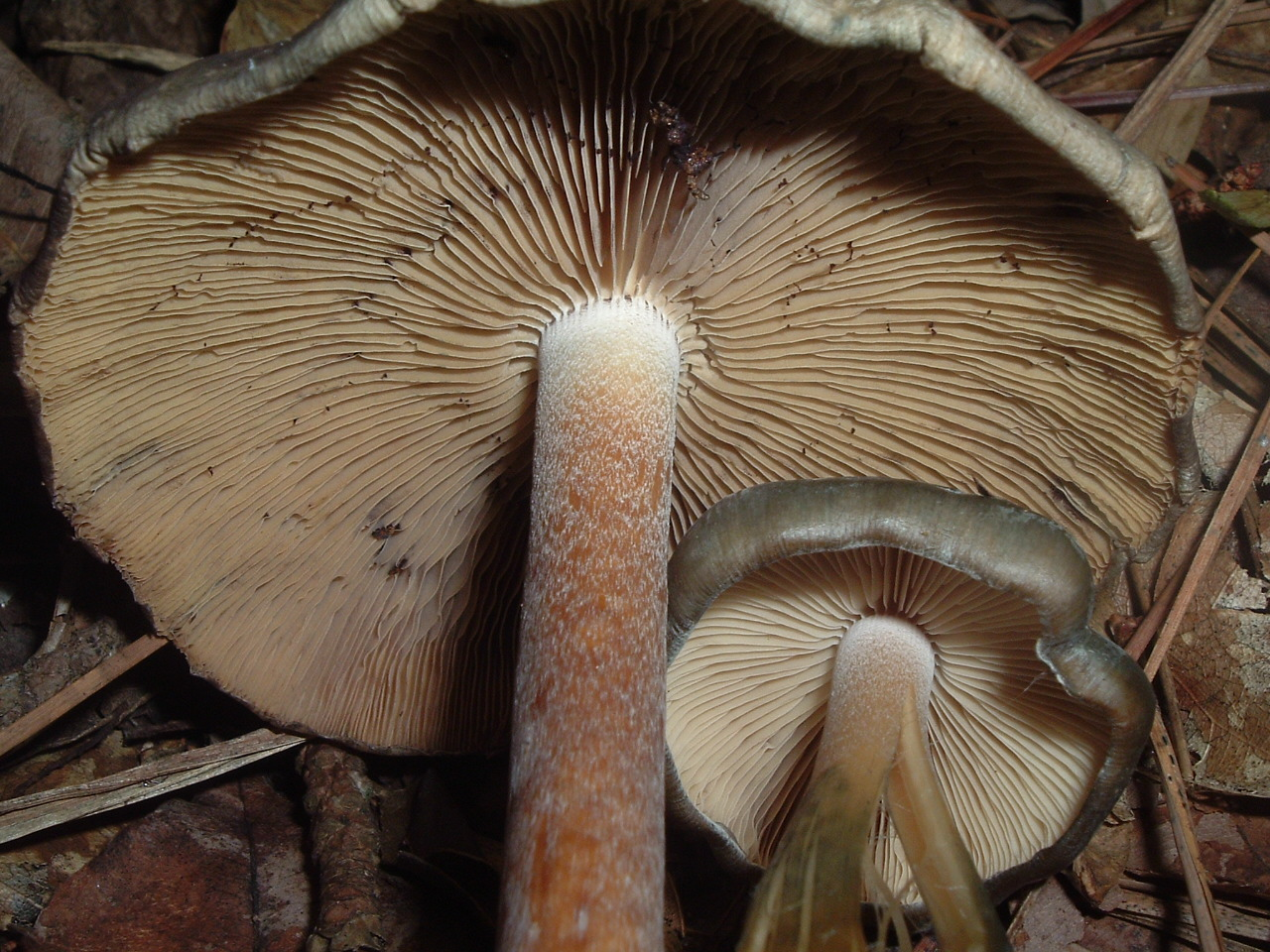
Psilocybe caerulescens var. caerulescens. Wasson ingeriu esta espécie em 29 de junho de 1955. A experiência tornou-se a base para seu ensaio de 1957.

"Seeking the Magic Mushroom" é um ensaio fotográfico de 1957 do micologista amador Robert Gordon Wasson que descreve sua experiência ao consumir cogumelos alucinógenos em 1955 durante um ritual Mazateca em Oaxaca, no México. Wasson foi um dos primeiros ocidentais a participar de uma cerimônia Mazateca e a descrever os efeitos psicoativos das espécies Psilocybe. O ensaio contém fotografias de Allan Richardson e ilustrações de diversas espécies de cogumelos de Psilocybe coletadas e identificadas pelo botânico francês Roger Heim, então diretor do Museu Nacional de História Natural. O ensaio de Wasson, escrito em uma narrativa em primeira pessoa, apareceu na edição de 13 de maio da revista Life como a terceira parte da série "Great Adventures".
O ensaio fazia parte de três trabalhos relacionados sobre cogumelos lançados na mesma época. Foi precedido pelo lançamento limitado de Mushrooms, Russia and History, um livro de dois volumes de Wasson e sua esposa, Valentina Pavlovna Wasson. O ensaio da revista Life foi seguido seis dias depois por "I Ate the Sacred Mushroom", uma entrevista com Valentina na revista This Week. Contra a vontade de Wasson, um editor da revista Life adicionou o termo "cogumelo mágico" ao título e trouxe seu uso para a cultura popular. O ensaio influenciou a nascente contracultura nos Estados Unidos e levou muitos hippies a viajar para o México na década de 1960 em busca do cogumelo, incluindo Timothy Leary. Na década de 1970, Wasson expressou dúvidas sobre a ampla publicidade que o ensaio trouxe à cultura Mazateca e à contaminação do ritual do cogumelo.

## Pano de fundo
Wasson começou a se interessar por micologia durante sua lua de mel nas montanhas Catskill em 1927. Sua nova esposa, Valentina Pavlovna Wasson, natural de Moscou, Rússia, estava identificando e coletando cogumelos na floresta, tendo sido criada com apreço para a espécie. Wasson ficou enojado. "Como todos os bons anglo-saxões, eu não sabia nada sobre o mundo dos fungos e sentia que quanto menos soubesse sobre aquelas excrescências pútridas e traiçoeiras, melhor." O incidente despertou o interesse de Wasson pelos cogumelos, levando a contribuições subsequentes para o campo da etnomicologia.
Em 1952, o poeta inglês Robert Graves enviou aos Wassons uma carta contendo um artigo de jornal citando o etnobotânico americano Richard Evans Schultes discutindo o uso ritual de cogumelos pelos mesoamericanos no século XVI. O ritual foi observado pela primeira vez nos tempos modernos em 1938 pelo antropólogo Jean Basset Johnson em Huautla de Jiménez, na região de Sierra Mazateca em Oaxaca, México. A partir de 1953, Wasson viajou repetidamente para o México em busca dos cogumelos. Em uma viagem à cidade de Huautla de Jiménez em junho e julho de 1955, Wasson e o fotógrafo da sociedade nova-iorquina Allan Richardson participaram de um ritual de cogumelos com a curandeira María Sabina, onde se tornaram, nas palavras de Wasson, "os primeiros homens brancos na história registrada a comer os cogumelos divinos". Quando Wasson retornou aos EUA, ele enviou alguns dos cogumelos para o Dr. Andrija Puharich da Round Table Foundation no Maine; Puharich os analisou e identificou muscarina, atropina e bufotenina como os produtos químicos responsáveis pelos efeitos alucinógenos, e também os usou em si mesmo e em outros. Entre eles estava o escultor Harry Stump, na presença de Aldous Huxley, que fez uma visita de três semanas a Puharich em agosto de 1955.
Enquanto almoçavam no Century Club, em Nova Iorque, em 1956, um editor da revista Time manifestou interesse na viagem ao México e convidou-os a apresentar uma história sobre a sua experiência.